# SBS M
SBS M (precedentemente MTV Korea e SBS MTV) è un canale televisivo musicale sudcoreano, proprietà di SBS Medianet, una divisione di Seoul Broadcasting System.

## Storia
Dal 1994 al 1999, MTV, attraverso un accordo di partnership, ha mostrato programmi sulla rete Mnet del gruppo CheilJedang.
Nel gennaio 2001, il blocco MTV è tornato su OnGameNet, allora di proprietà di On-Media di Orion Group.
Nel luglio 2001, On-Media e Viacom hanno lanciato MTV Korea. La loro collaborazione si è conclusa nel 2008.
Nel 2008, MTV Korea è stata acquisita da C&M.
Nel settembre 2011, SBS, un'emittente commerciale sudcoreana, è diventata il partner ufficiale sudcoreano di Viacom (ora fusa con CBS Corporation per formare ViacomCBS nel 2019). Con questo, MTV è diventata parte di SBS e ribattezzata SBS MTV nel novembre 2011.
Il 30 giugno 2022, il canale è stato ribattezzato SBS M con la partenza dei contenuti di Paramount Global per il servizio di streaming partner Tving, con la versione domestica di Nickelodeon anch'essa rinominata KiZmom.

## Programmi trasmessi
- The Show